# Terry Bradshaw
Terry Paxton Bradshaw (Spitzname „Blonde Bomber“; * 2. September 1948 in Shreveport, Louisiana) ist ein früherer US-amerikanischer American-Football-Spieler. Auf der Position des Quarterbacks spielte er ab 1971 für die Pittsburgh Steelers in der National Football League (NFL) und führte die Mannschaft zwischen 1974 und 1980 zu vier Super-Bowl-Siegen. 1979 wurde Bradshaw von der Zeitschrift Sports Illustrated zum Sportler des Jahres gewählt.
Terry Bradshaw trat 1983 vom aktiven Sport zurück und wurde 1989 in die Hall of Fame aufgenommen und ist Mitglied im National Football League 1970s All-Decade Team. 1978 erhielt er den Bert Bell Award. Er wechselte auf den Posten des Kommentators, zunächst im Radio für CBS, später im Fernsehen für FOX. Mittlerweile ist er auch Besitzer eines NASCAR-Rennstalls. 2006 bahnte sich seine Rückkehr auf das Spielfeld an, als er einen Vertrag bei einem Team der American Indoor Football League unterschrieb. Auf Grund von Verletzungsbeschwerden konnte er allerdings nicht eingesetzt werden.
Bradshaw trat auch mehrmals in Fernsehserien auf, darunter Blossom, Malcolm mittendrin, Eine schrecklich nette Familie, The League und Modern Family. In einer Folge der Simpsons lieh er sich selbst die Stimme. Darüber hinaus war er 1981 in dem Film Auf dem Highway ist die Hölle los an der Seite von Burt Reynolds und Roger Moore sowie 2006 in Zum Ausziehen verführt neben Sarah Jessica Parker zu sehen. Seit 2016 gehört er zusammen mit Henry Winkler, George Foreman und William Shatner zu den Protagonisten der Reality-Reiseserie Better Late Than Never. Im Februar 2019 schied Bradshaw als Deer in der dritten Folge der ersten Staffel des US-amerikanischen Ablegers von The Masked Singer aus.